# Mohamed Ben-Abdeslam
Pour les articles homonymes, voir Abdeslam.
 (octobre 2011).
Si vous disposez d'ouvrages ou d'articles de référence ou si vous connaissez des sites web de qualité traitant du thème abordé ici, merci de compléter l'article en donnant les références utiles à sa vérifiabilité et en les liant à la section « Notes et références ».
Sidi Mohamed Ben-Abdeslam (en arabe: سيدي محمد بن عبد السلام) était un érudit musulman du sud-est marocain. Il est né à Zaouiet Men-Laikhaf au Tafilalet (actuel Maroc) et mort à Beni Abbes au XVIIe siècle.

## Origine
Les descendants de Mohamed Ben-Abdeslam soutiennent que leur aïeul descendrait d'Ali ibn Abi Talib. D'après eux, l'ascendance de Mohamed Ben-Abdeslam serait la suivante (le mot arabe « ben » signifiant ici « fils de ») : Mohamed Ben Abde-Eslam Ben Abde-Rahman Ben Ali Ben Youcef Ben Sliman Ben Yahia Ben Moussa Ben Issa Ben Idris II Ben Idris I Ben Abde-Allah Ben El-Hassan II Ben El-Hassan I Ben Ali ibn Abi Talib et Fatima Zahra fille du prophète Mahomet[réf. nécessaire].

## Biographie
Il a poursuivi ses études à son village d'origine, il savait le Coran, en entier, par cœur. Puis il commença à apprendre les arts de littérature des études arabo-islamiques à la main de son père Cheikh Abdessalam Ibn Abderrahman et des grands savants de la Zaouia.
Les attaques des nomades sur les oasis de la Saoura pousse la population de cette dernière à déposer une plainte auprès du sultan du Maroc pour demander la protection. El-Makhzen quitte la ville de Fès et en traversant le Tafilalet il passe par Zaouiet Men-Laikhaf où il y avait le moravide Sidi Mohamed Ben-Abdeslam Qui l'accompagne à beni Abbas ou il écrase les nomades au début du XVIIe.
Mohamed Ben-Abdeslam confirme que les deux ksour existant sont incapables de protéger les Ababsa contre les attaques des nomades et il propose la construction d'un nouveau ksar très bien fortifié au sein de la palmeraie, chose que les Abbabsa acceptent en laissant le choix de l'emplacement au marabout. Tayeb était le seul fils de Mohamed Ben-Abdeslam à Zaouiet Men-Laikhaf, il suivit son père plus tard à Beni Abbes.